# 詹姆斯·博尔格
詹姆斯·布伦丹·博尔格（英語：James Brendan "Jim" Bolger，1935年5月31日—），新西兰国家党籍政治家、前总理（1990-1997），1935年5月生于新西兰Opunake，1972年当选为新西兰国会议员，1986年出任新西兰国家党领袖，1990年赢得大选出任新西兰总理，至1997年卸任。

## 政治生涯
詹姆斯·博尔格从1972年开始从政，作为国家党的成员当选为King Country的地区议员。 1975年，他在罗伯特·马尔登的政府中成为内阁部长，相继担任渔业部长和农业部长。
博尔格在1984年第一次竞争党魁职务失败，但在1986年的第二次尝试中成功推翻时任党魁吉姆·麦克莱。
在1987年大选中失利之后，詹姆斯·博尔格带领国家党在1990年的大选中取得胜利，就任新西兰总理。
博尔格的國家黨政府持续了上届工党政府的经济和社会改革。
在經濟方面，他和时任财政部长罗斯·里查森（Ruth Richardson）一道，大规模的裁减了公共支出，特别是健康和福利开支。
在外交方面，政府持续了上届工党政府所奉行的反核能政策。
在1992年，博尔格本人雖然反對改革選舉制度，他支持維持原來英國西敏寺制的單選區制，但他不顾党内反对声音，举行了是否改变选举系统的全民公投。这次公投通過後，决定新西兰将在1993年後采用新的混合制（MMP）比例代表选举制度。
博尔格曾经希望新西兰恢复两院制系统，也就是在原有众议院的基础上再增加参议院。但这项建议由于遭到反对和选举系统的更换而未能实施。
博尔格在任时提出不少淡化新西兰本国和“母国”英国联系的措施。他曾经建议新西兰应停止将英国樞密院司法委員會作为新西兰的最高法院。在1994年，他提出如果澳大利亚放弃君主立宪制，成为共和国的话，新西兰也应该跟从。而这两项措施因得不到民众支持而未能实行。
博尔格废除了英国荣誉制度，而新设了新西兰荣誉制度。
1996年，在新西兰第一次使用混合制的大选之后，國家黨及工黨皆無法取得多數黨議席，詹姆斯·博尔格继续担任看守内阁总理，直至联合政府形成。
在1997年，党内对博尔格慢脚步的政策越发感到不满。时任交通部长的珍妮·希普利在其出国访问时举行了党内秘密会议，最终导致博尔格失去了党内多数派的支持。他于12月8日正式宣布辞职，由珍妮·希普利接任总理职务，并成为了新西兰的第一位女总理。
在1998年，詹姆斯·博尔格最终宣布Taranaki-King Country选区议员退休, 其后被委派为新西兰驻美国大使，2001年卸任归国后，他担任了国有银行Kiwi Bank的主席。

## 個人生活
博尔格已婚，與妻子育有九名子女。博尔格是一名天主教徒，反對墮胎。
| 政府职务              | 政府职务                   | 政府职务                  |
| --------------------- | -------------------------- | ------------------------- |
| 前任者： 迈克尔·穆尔  | 新西兰总理 1990–1997       | 繼任者： 珍妮·希普利      |
| 官衔                  |                            |                           |
| 前任者： Jim McLay    | 新西兰反对党领袖 1986–1990 | 繼任者： 迈克尔·穆尔      |
| 前任者： Peter Gordon | 新西兰劳工部长 1978–1984   | 繼任者： Stan Rodger      |
| 前任者： Frank Gill   | 新西兰移民部长 1978–1981   | 繼任者： Aussie Malcolm   |
| 新頭銜                | 新西兰渔业部长 1977–1978   | 繼任者： Duncan MacIntyre |
| 外交職務              |                            |                           |
| 前任者： John Wood    | 新西兰驻美国大使 1998–2002 | 繼任者： John Wood        |
| 政党职务              |                            |                           |
| 前任者： Jim McLay    | 新西兰国家党领袖 1986–1997 | 繼任者： 珍妮·希普利      |